# Алесандро Розина
Алесандро Розина (на италиански: Alessandro Rosina) е италиански футболист, крило. Играе за ФК Зенит Санкт Петербург.

## Кариера
Розина започва да играе футбол още на 5 години. Той е забелязан от школата на Ювентус, но баща му е предпочел да го запише в Парма. На 16 февуари 2003 г., Розина дебютира за мъжкия тим на ФК Парма, като сменя японеца Хидетоши Наката. През 2005 отива за половин година под наем във Фк Верона. След това Парма освобождават играча и той отива във ФК Торино. Розина се налага бързо в новия си тим. През януари 2008 става капитан на „биковете“. След края на сезон 2008/09 Торино изпада, а феновете започват да освиркват Розина. Слад скандал с тифозите, Алесандро напуска Торино.
На 26 юли Розина преминава в руския гранд Зенит за 7 милиона евро. Той казва: „Дойдох в красив град и ще играя европейски футбол. Аз съм щастлив човек.“.

## Национален отбор
Дебютира за Италия в приятелска среща срещу ЮАР на 17 октомври 2007 г.